# Brillo Box
Brillo Box

(externer Weblink !)
Andy Warhol, 1964

Siebdruck auf Acryl auf Holz

43,5 × 43,5 × 35,6 cm
Brillo Box (Soap Pads) (Brillo-Karton (Putzkissen)) ist ein Kunstobjekt des amerikanischen Pop-Art-Künstlers Andy Warhol aus dem Jahr 1964. 

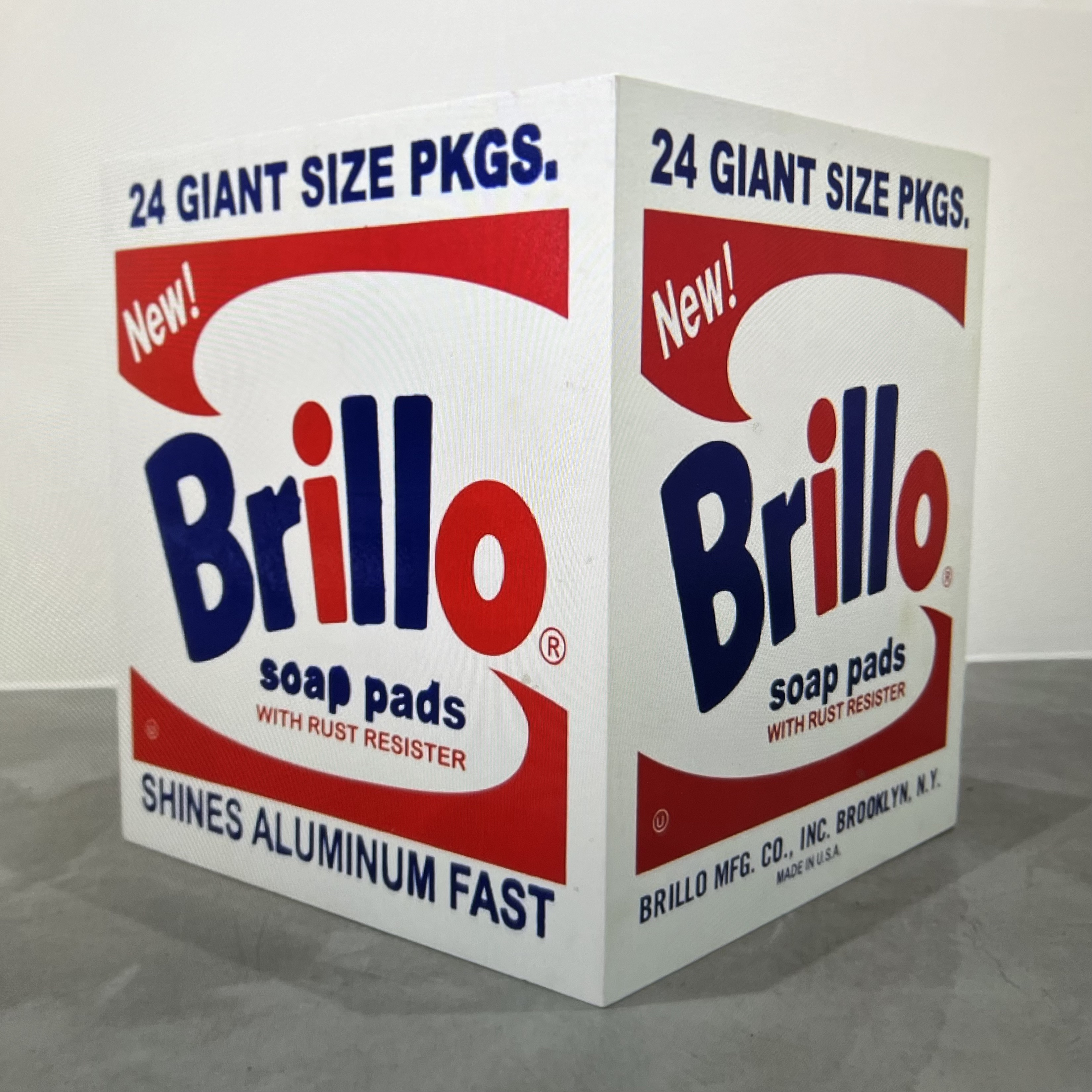
Brillo Box

## Beschreibung
Das Objekt besteht aus einer mit Acrylfarbe weiß grundierten Holzkiste, die mittels einer Siebdruckschablone zweifarbig (blau und rot) mit dem leicht geschwungenen Firmenlogo „New! Brillo ®“ bedruckt ist. Zusätzlich zum Brillo-Schriftzug befinden sich an allen vier Seiten, sowie auf dem Deckel die in Versalien gesetzte Beschreibung „24 GIANT SIZE PKGS.“, in Kleinbuchstaben „soap pads“ und wiederum in Großbuchstaben „WITH RUST RESISTER“; Vorder- und Rückseiten sind außerdem mit dem Slogan „SHINES ALUMINUM FAST“ und an den beiden kürzeren Seitenteilen mit der Herstelleradresse „Brillo Mfg. Co., Inc. Brooklyn, N. Y.“ versehen. Die Original Brillo Box misst 43,5 × 43,5 × 35,6 cm (die Abmessungen späterer Repliken sind abweichend). „Brillo Pads“ ist die Produktbezeichnung eines 1913 unter dem Markenzeichen „Brillo“ patentierten Putzschwamms aus Stahlwolle der Firma Brillo Manufacturing Company aus Brooklyn.
Ähnliche Objekte aus dieser Werkserie sind die zeitgleich entstandenen Campbell’s Box (Tomato Juice), die Del Monte Box (Peach Halves) (Del Monte Karton (Pfirsichhälften)) und die Heinz Box (Tomato Ketchup).
Die Kisten wurden in Warhols zweiter Ausstellung in der Stable Gallery von Eleanor Ward in New York am 21. April 1964 präsentiert, in der ausschließlich Trompe-l’œil-Skulpturen von Lebensmittelverpackungen gezeigt wurden. Warhol hatte hierfür bestehende Motive aus der Warenwelt der Supermärkte und dem Verpackungsdesign übernommen und weitete nun sein Konzept der seriellen Wiedergabe von Reklamemotiven, die er zuvor bereits mit den Campbells-Suppen-Serigrafien durchexerziert hatte, auf die dritte Dimension aus.

## Hintergrund
Für die Vorlagen schickte Warhol seinen Mitarbeiter Gerard Malanga in einen Supermarkt, mit der ausdrücklichen Anweisung, er solle etwas „ganz Normales“ mitbringen. Malanga brachte Lebensmittelkartons von Brillo, Mott’s Apfelsaft, Kellogg’s Cornflakes, Del Monte-Pfirsiche, Campbell’s Tomatensaft und Heinz-Ketchup mit.
Im Anschluss wurde ein Schreiner beauftragt, Hunderte von Holzkisten herzustellen, die exakt den Maßen der kartonierten Vorbilder entsprechen sollten. Dann wurden die Kisten – getreu der Vorlage – mit Acrylfarbe weiß, gelb oder hellbraun gestrichen. Schließlich bedruckten Warhol und Malanga die Kisten auf allen vier Seiten, und, falls erforderlich, auch auf der Ober- und Unterseite. Die grafische Gestaltung des Originals wurde dabei detailgetreu übernommen. Die fertigen Objekte waren von den Pappkarton-Vorlagen kaum zu unterscheiden.
Die Kisten-Ausstellung war eine rein konzeptuelle Schau: Warhol füllte beide Räume der Galerie mit ungefähr 400 Karton-Objekten, die er teilweise bis an die Decke in Reihen stapeln ließ. Die gesamte Galerie erinnerte an die Lagerhalle eines Lebensmittelgroßhändlers. Die Art der Präsentation sollte den Besuchern, beziehungsweise vor allem den Kunsthändlern, zeigen, dass sie Warhols Kunst in Kisten oder Einheiten erwerben konnten. Entsprechend amüsiert verhielten sich die Gäste der Vernissage, die am 21. April 1964 stattfand: Die Besucher drängten sich durch die engen Gänge der Kartonstapel und kamen sich wie im Supermarkt vor. Robert Indiana erinnerte sich: „Die spektakulärste Vernissage jener Zeit war eindeutig Andys Brillo Box-Show, man kam kaum rein […] Zwischen den Kistenreihen blieb gerade genug Platz, um sich durchzuzwängen.“
Die Ausstellung der Brillo-Boxen markierte in mehrfacher Hinsicht einen Wendepunkt in Warhols Werk: Zum einen zeigte er sich am Abend der Vernissage letztmals im Kreise der anderen Pop-Artisten Roy Lichtenstein, Claes Oldenburg, James Rosenquist und Tom Wesselmann, zum anderen öffnete er nach der Ausstellung seine Factory erstmals dem Publikum und zeigte sich fortan nur noch umgeben von seiner sogenannten „Warhol-Entourage“.
Die Ausstellung bewirkte eine erhitzte Debatte über den Kunstbegriff und verstärkte Warhols Ruf als umstrittener Künstler. Überdies meldete sich ein New Yorker Maler namens James Harvey zu Wort, der den Original-Brillo-Karton im Jahr 1961 entworfen hatte. Harvey war ein Abstrakter Expressionist, der seine Kunst mit Gebrauchsgrafik-Aufträgen finanzierte. Umso härter traf es den Maler, dass seine Entwürfe, die er selbst als „Nicht-Kunst“ betrachtet hatte, nun von Warhol einfach als Kunst deklariert und entsprechend vermarktet wurden.
Kurz nach der Ausstellung trennte sich Warhol von der Ausstellungsmacherin Eleanor Ward und wechselte zu Leo Castelli.

## Betrachtungen
“With his Brillo boxes there is a degree of removal from actual boxes and they become an object that is not really a box. In a sense they are an illusion of a box and that places them in the realm of art.”

Im Verhältnis zu dem Aufsehen, das die Kisten-Schau erregte, war der kommerzielle Erfolg relativ gering, obwohl die Kisten zu moderaten Preisen von 200 bis 400 Dollar angeboten wurden. Die Galeristin Eleanor Ward stufte Warhols Kisten als „schwer verkäuflich“ ein. Sie erinnerte sich: „Warhol glaubte, jeder, der herkäme, würde auf Anhieb eine kaufen, das glaubte er wirklich. Wir haben uns ausgemalt, wie die Leute die Madison Avenue entlangspazieren und Campbell’s-Suppenkisten unter dem Arm haben, aber wir haben nie welche gesehen.“
Der Maler und Kunstkritiker Sidney Tillim besprach die Ausstellung seinerzeit im Arts Magazine und bezeichnete die Schau als „eine ideologische tour de force, deren nihilistischer Grundzug durch den Warencharakter des Ausgestellten verdeckt wird […] Die Beschäftigung mit dem Quantitativen ist ein Schutz gegen das Räumliche, indem es den Schluß verweigert, irgendetwas in dem Raum sei von Bedeutung […] die Entscheidung, nichts zu entscheiden, ist ein Paradox, mit einer Idee vergleichbar, die nichts zum Ausdruck bringt, diesem Nichts aber dann Gestalt gibt. Die visuelle Leere, die von all dem ausgeht, ist der Preis, den Warhol offenbar zu zahlen bereit ist für einen Augenblick sublimer, jedoch zwanghafter Negation.“
Zu Warhols Kisten-Ausstellung wurde schnell der Vergleich mit den Ready-mades von Marcel Duchamp hergestellt, ebenfalls industriell produzierten Objekten, die zum Ausdruck brachten, dass Kunst keine Handarbeit zu sein brauchte, sondern aus dem Alltäglichen und Vorgefundenen resultieren konnte. In Duchamps Sinne war auch Warhols Kisten-Ausstellung als Provokation gedacht, die die Frage mit sich brachte, ob Warhols Kunst einfach nur dadurch Kunst wurde, weil er sie in einer Galerie ausstellte.
Im Unterschied zu den Duchampschen Ready-mades sind Warhols Kisten jedoch handgefertigte Nachahmungen der Massenprodukte, die Duchamp zu Kunstwerken erhoben hatte. David Bourdon: „Warhols Kisten wurden zu Wegbereitern für die Skulpturen der Minimal Art, denn in der Nachfolge wurde es allgemein üblich, dass Künstler ihre Werke industriell und serienmäßig herstellen ließen.“
Der Kunstkritiker Arthur C. Danto sah Warhols Brillo-Box-Ausstellung als ein „Schlüsselerlebnis, um die gesamte Kunsttheorie zu revolutionieren: Warhol und andere Pop-Art-Künstler hatten gezeigt, dass von zwei Gegenständen, die genau gleich aussahen, eines ein Kunstwerk und das andere keines sein konnte.“

## Fälschungen
1968 zeigte das Moderna Museet in Stockholm unter der Leitung von Pontus Hultén die weltweit erste große Warhol-Retrospektive. Die umfangreiche Schau sollte auch Brillo-Boxen beinhalten. Aus Kostengründen wurden jedoch nicht Warhols Original-Holzkisten nach Schweden geschickt, sondern fünfhundert faltbare Pappkartons aus der Brillo-Fabrik in Brooklyn. Auf Rückfrage, so erinnerte sich Hultén später, habe Warhol nur mit einem „Why don't you make them there?“ reagiert, und damit indirekt sein Einverständnis, weitere Kisten in Schweden produzieren zu lassen, gegeben. Also ließ Hultén zusätzlich schätzungsweise einhundert Holzkisten in Schweden herstellen, die im Eingangsbereich des Museums platziert wurden. Nach der Ausstellung schenkte ihm Warhol die Kisten. Im Werkverzeichnis von Warhol wurden 94 Holzkisten von 1968 als „Stockholm-Typ“ gelistet, die sich von den Originalen dadurch unterscheiden, dass sie statt aus Sperrholz aus Holzfaserplatten bestehen und der Untergrund nicht gemalt, sondern aufgedruckt ist; zudem enthält das Design den Zusatz „Pad Giant“ über dem Brillo-„O“.
2007 hat die schwedische Tageszeitung Expressen aufgedeckt, dass einige von Warhols Brillo-Kisten gefälscht sind und vermutlich erst 1990, drei Jahre nach Warhols Tod, hergestellt worden sind. Ungefähr 100 dieser Fälschungen sollen auf dem Kunstmarkt im Umlauf sein. Pontus Hultén selbst soll die unautorisierten Plagiate 1990 bei einer Werkstatt in Malmö in Auftrag gegeben haben, um sie im selben Jahr in Sankt Petersburg und im dänischen Louisiana Museum of Modern Art zu zeigen. 1995 schenkte Hultén dem Moderna Museet sechs Brillo-Boxen, deren Provenienz ungeklärt war. 2004 erwarb der Londoner Kunsthändler Brian Balfour-Oates 22 Kisten von Hultén, diese wurden vom Andy Warhol Art Authentication Board als echt verifiziert. Weitere Kisten kursierten mittlerweile auf dem internationalen Kunstmarkt. Die Expertenkommission des Authentication Board geriet indes selbst in die Kritik, weil in das Werkverzeichnis möglicherweise gefälschte Kisten aufgenommen worden sind.
Die Stockholm-Kisten erzielen bei Auktionen in der Gegenwart maximal etwa 200.000 US-Dollar, ein einzelnes Original aus dem Jahr 1964 wurde im November 2006 bei Christie’s in New York hingegen für 710.000 US-Dollar versteigert. Bis heute gelten die Brillo-Boxen vom „Stockholm-Typ“ aus dem Jahr 1968 als Risiko-Investition auf dem Kunstmarkt. Kasper König, der seinerzeit die 1968er-Warhol-Retrospektive angeregt hatte, rehabilitierte den 2006 verstorbenen Pontus Hultén mit dem Hinweis, dass er sich nicht vorstellen könne, dass Hultén die Boxen in der Absicht habe fertigen lassen, um sie zu verkaufen, „er hat sie wahrscheinlich für die Ausstellung in Sankt Petersburg herstellen lassen, danach haben sie sicher in seinem Haus in Frankreich gestanden, mit Kaffeeflecken drauf, und schließlich hat ihn wohl jemand gefragt, ob sie zu kaufen sind. Es tut mir leid, dass er im Nachhinein in komisches Fahrwasser gerät, aber das war bestimmt nicht seine Intention.“